# Global Forecast System

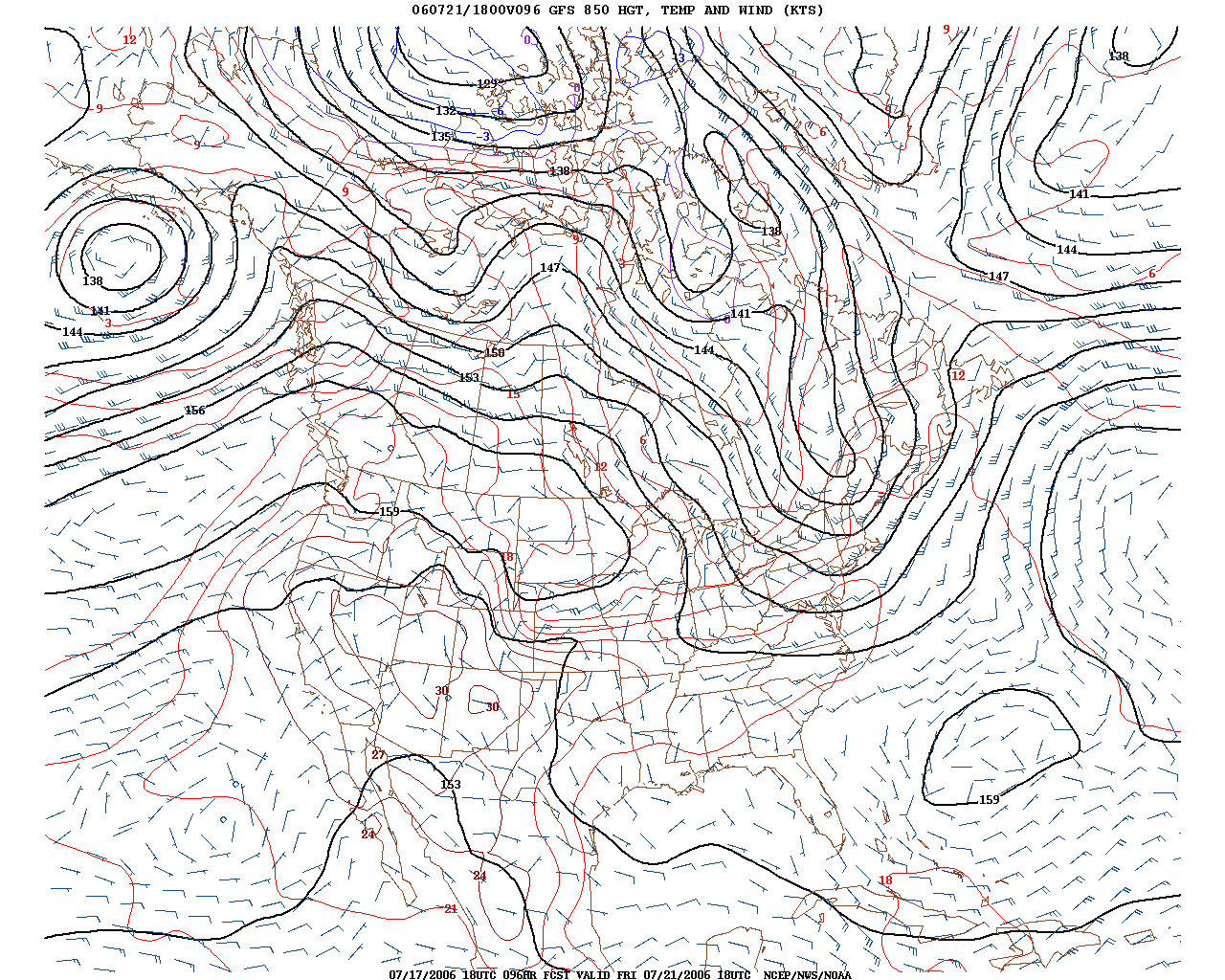
Przykładowe wyniki z modelu GFS; prognoza na 96 godzin geopotencjału na 850 milibarach, wiatru i temperatury.

Global Forecast System (GFS) – globalny system prognozowania pogody krótko i średnioterminowej. Najważniejszym składnikiem systemu jest numeryczny model prognozy pogody obsługiwany przez amerykańską National Oceanic and Atmospheric Administration (NOAA).
Model uruchamiany jest cztery razy w ciągu doby i generuje maksymalnie 16-dniowe prognozy pogody, przy czym im dłuższy okres prognozy tym mniejsza jej rozdzielczość powierzchniowa i czasowa. Ogólnie przyjmowane jest, że sprawdzalność generowanej przez model GFS prognozy pogody powyżej siódmego (7) dnia jest mało dokładna. Model GFS, wraz z europejskim modelem ECMWF (European Center for Medium-range Weather Forecast), kanadyjskim GEM (Global Environmental Multiscale Model) i modelem NOGAPS, należy do czterech najpowszechniej wykorzystywanym modeli numerycznych na świecie.
Podstawowa horyzontalna rozdzielczość modelu wynosi około 27 km (do 192 godziny) lub około 70 km (powyżej 192 godziny). Wertykalnie, model GFS dzieli atmosferę na 64 warstwy.
Model GFS uruchamiany i obliczany jest w dwóch częściach (etapach). Generowane przez GFS prognozy obejmują najbliższe 384 godziny. W pierwszym etapie (do 192 godziny, siatka 27 km) interwał prognozy wynosi 3 godziny; w drugim etapie (prognoza powyżej 192 godziny, siatka 70 km) interwał wynosi 12 godzin.
W 2011 roku sprawdzalność prognozy pogody generowanej przez model GFS dla półkuli północnej wynosiła około 87% (prognoza na 5 dzień dla geopotencjału 500 hPa), a dla półkuli południowej 84%.
Model GFS jest jedynym tego typu globalnym modelem numerycznym udostępnianym bezpłatnie przez agendę rządową Stanów Zjednoczonych. Model ten wykorzystywany jest także przez przedsiębiorstwa komercyjne, np.: Weather Underground, AccuWeather, The Weather Channel, MeteoGroup oraz SoaringMeteo. W Polsce prognozy pogody przygotowywane w oparciu o GFS udostępnia m.in. Instytut Meteorologii i Gospodarki Wodnej.